# A1 (motorväg, Grekland)
A1 är en motorväg i Grekland som går mellan Aten och gränsen till Nordmakedonien. Den är Greklands mest betydande motorväg som går i nord-sydlig riktning och passerar bland annat städerna Thessaloniki, Larissa och Lamia. Denna motorväg är egentligen en del i en längre motorväg mellan Belgrad och Aten och är en viktig motorväg för stora delar av Balkan.